# Pallasia gaimardi
Pallasia gaimardi är en ringmaskart som beskrevs av Jean Louis Armand de Quatrefages de Bréau 1866. Pallasia gaimardi ingår i släktet Pallasia och familjen Sabellariidae. Inga underarter finns listade i Catalogue of Life.